# Vrbas (rzeka)
Vrbas – rzeka w Bośni i Hercegowinie, prawy dopływ Sawy w zlewisku Morza Czarnego. Długość – 235 km, powierzchnia zlewni – 6386 km², nachylenie – 6,92‰. 
Źródła Vrbasu znajdują się na wysokości 1530 m n.p.m. w górach Vranica w centralnej części Bośni i Hercegowiny. Rzeka płynie na północ przez Rudawy Bośniackie, przecina miasta Bugojno, Jajce i Banja Luka i uchodzi do Sawy koło wsi Srbac na wysokości 90 m n.p.m. Niemal na całej swej długości jest rzeką górską. Na rzece istnieją dwie elektrownie wodne – "Jajce II" o mocy zainstalowanej 27 MW i "Bočac" o mocy zainstalowanej 110 MW. Dolina Vrbasu niemal na całej długości jest korytarzem komunikacyjnym łączącym północ i południe kraju – Banja Lukę z doliną Neretwy. Rzeka nie jest żeglowna, urządzane są na niej tylko spływy kajakowe – atrakcja turystyczna. 